# Challenge Cup féminine 2013-2014
Navigation
Édition précédente Édition suivante
La Challenge Cup féminine 2013-2014 est la 34e édition de la troisième plus prestigieuse coupe européenne inter-clubs de volley-ball. Elle est organisée par la CEV et ouvertes aux clubs de volley-ball des associations membres de la CEV.

## Participants
Le nombre de participants est basé sur le classement des pays (les équipes éliminées en 16e de finale de la Coupe de la CEV 2013-2014 sont reversées en Challenge Cup) :
| Pos. | Pays               | Nombre d'équipes | Équipes                                                                                     |                                                    |
| ---- | ------------------ | ---------------- | ------------------------------------------------------------------------------------------- | -------------------------------------------------- |
| 1    | Turquie            | 2                | Beşiktaş Istanbul Bursa BBSK (depuis CEV)                                                   |                                                    |
| 2    | Russie             | 1                | Zaretchie Odintsovo                                                                         |                                                    |
| 4    | France             | 3                | ES Le Cannet-Rocheville ASPTT Mulhouse (depuis CEV) Saint-Cloud Paris SF (depuis CEV)       |                                                    |
| 5    | Pologne            | 1                | Impel Wrocław                                                                               |                                                    |
| 7    | Roumanie           | 2                | CSU Târgu Mureş Tomis Constanţa (depuis CEV)                                                |                                                    |
| 7    | Serbie             | 1                | OK Partizan Vizura (depuis CEV)                                                             |                                                    |
| 9    | Allemagne          | 1                | Aurubis Hambourg                                                                            | Aurubis Hambourg                                   |
| 10   | Suisse             | 3                | Volleyball Franches-Montagnes Sagres Neuchâtel VC Kanti Schaffhouse (depuis CEV)            |                                                    |
| 11   | Tchéquie           | 1                | VK Královo Pole (depuis CEV)                                                                |                                                    |
| 12   | Belgique           | 3                | Dauphines Charleroi Hermes Oostende Asterix Kieldrecht (depuis CEV) VC Oudegem (depuis CEV) |                                                    |
| 13   | Croatie            | 1                | OK Poreč (depuis CEV)                                                                       |                                                    |
| 14   | Autriche           | 3                | TSV Hartberg TI-Meraner Innsbruck ASKÖ Linz-Steg (depuis CEV)                               |                                                    |
| 16   | Grèce              | 2                | OPE Rethymno AEK Athènes (depuis CEV)                                                       | OPE Rethymno AEK Athènes (depuis CEV)              |
| 17   | Slovénie           | 1                | Calcit Kamnik Nova KBM Branik Maribor (depuis CEV)                                          | Calcit Kamnik Nova KBM Branik Maribor (depuis CEV) |
| 18   | Chypre             | 2                | Anorthosis Famagouste Prestige Apollon Limassol                                             |                                                    |
| 19   | Pays-Bas           | 2                | Alterno Apeldoorn Sliedrecht Sport Irmato Weert (depuis CEV)                                |                                                    |
| 20   | Finlande           | 1                | LP Kangasala                                                                                |                                                    |
| 22   | Bosnie-Herzégovine | 2                | ŽOK Gacko ŽOK Jedinstvo Brčko (depuis CEV)                                                  |                                                    |
| 23   | Biélorussie        | 1                | Minchanka Minsk                                                                             | Minchanka Minsk                                    |
| 25   | Slovaquie          | 2                | VK Doprastav Bratislava Slavia Bratislava                                                   |                                                    |
| 27   | Israël             | 2                | Névé Shaanan Haïfa Volley-ball (depuis CEV)                                                 | Névé Shaanan Haïfa Volley-ball (depuis CEV)        |
| 31   | Hongrie            | 2                | Vasas-Obuda Budapest Teva Gödöllői                                                          | Vasas-Obuda Budapest Teva Gödöllői                 |
| 32   | Norvège            | 1                | Stod Volley Steinkjer                                                                       | Stod Volley Steinkjer                              |
| 34   | Luxembourg         | 2                | VC Mamer RSR Walfer                                                                         | VC Mamer RSR Walfer                                |

## Phase de qualification
52 équipes disputent la compétition en matchs aller-retour. Les vainqueurs se retrouvent alors au tour suivant. Les quatre clubs encore en liste à l'issue des quarts de finale se qualifient pour le final four.

### 2dtour

#### Équipes qualifiées
Les équipes qualifiées pour les 16e de finale sont :
- Hermes Oostende
- Minchanka Minsk
- Slavia Bratislava
- Beşiktaş Istanbul
- RSR Walfer
- Teva Gödöllői
- Sliedrecht Sport
- Vasas-Obuda Budapest
- Calcit Kamnik
- Aurubis Hambourg
- Stod Volley Steinkjer
- Sagres Neuchâtel

## 16ede finale

### Équipes qualifiées
Les équipes qualifiées pour les 8e de finale sont :
- Zaretchie Odintsovo
- Nova KBM Branik Maribor
- Sliedrecht Sport
- Haïfa Volley-ball
- OK Poreč
- Calcit Kamnik
- ASPTT Mulhouse
- CSU Târgu Mureş
- Impel Wrocław
- Hermes Oostende
- Saint-Cloud Paris SF
- ŽOK Jedinstvo Brčko
- Beşiktaş Istanbul
- VC Kanti Schaffhouse
- Minchanka Minsk
- ES Le Cannet-Rocheville

## 8ede finale

### Équipes qualifiées
Les équipes qualifiées pour les quarts de finale sont :
- Zaretchie Odintsovo
- Sliedrecht Sport
- Calcit Kamnik
- ASPTT Mulhouse
- Impel Wrocław
- Saint-Cloud Paris SF
- Beşiktaş Istanbul
- ES Le Cannet-Rocheville

## Quarts de finale

### Équipes qualifiées
Les équipes qualifiées pour les demi-finales sont :
- Zaretchie Odintsovo
- ASPTT Mulhouse
- Impel Wrocław
- Beşiktaş Istanbul

## Demi-finales

### Équipes qualifiées
Les équipes qualifiées pour la finale sont :
- Zaretchie Odintsovo
- Beşiktaş Istanbul